# Citroën Xantia
Citroën Xantia (type X) er en stor mellemklassebil fra bilfabrikanten Citroën. Den blev præsenteret den 1. marts 1993 på Geneve Motor Show som efterfølger for Citroën BX. I august 1995 blev modelprogrammet udvidet med stationcarversionen Break.
Bilen blev herefter bygget i Frankrig frem til starten af 2001. Berline-modellen blev bygget på Citroëns egen fabrik i Rennes i Bretagne, mens Break-modellen blev bygget hos den franske karrosserispecialist Heuliez.
Bilen solgte godt i Danmark. Efter at produktionen ophørte i Frankrig, blev bilen produceret på licens af SAIPA i Teheran, Iran frem til efteråret 2010.

## Navngivning
Navnet Xantia udtales "Zan-ti-a". Det er afledt af Xanthos, som på græsk betyder "gylden, blond". Xanthos er desuden navnet på en historisk by i det gamle Lykien.

## Teknik og historie
Udviklingen af Xantia blev påbegyndt i 1987 under navnet project X.
Den af Bertone designede Xantia udviser en del særlige kendetegn som f.eks. en i kurver kinematisk medstyrende bagaksel, en hydropneumatisk undervogn og fra 1998 Citroëns første commonrail-dieselmotor. Den kinematisk medstyrende bagaksel blev første gang benyttet i den mindre Citroën ZX og i den følgende tid monteret i alle Citroën-modeller med langsgående bagaksel (bl.a. Saxo og Xsara).
Ved introduktionen kunne Xantia leveres med benzinmotorerne 1,6i med 65 kW (88 hk), 1,8i med 74 kW (101 hk), 2,0i med 89 kW (121 hk) og 2,0i 16V med 112 kW (152 hk), som i juni 1993 blev suppleret af en dieselmotor på 1,9 liter med en effekt på 51 kW (69 hk) som sugemotor eller 68 kW (92 hk) som turbomotor.
Alt efter udstyrs- og motorvariant kan Xantia være udstyret med én af følgende tre typer undervogn og affjedring:
- En hydropneumatisk undervogn ligesom på Citroën DS og andre modeller, altså med kvælstof som fjederelement og en oliesøjle mellem fjederelementet og hjulet. Med oliemængden indstiller hydropneumatikken automatisk bilens frihøjde, så bilen uanset belastning altid har den samme højde. Desuden kan højden indstilles ved hjælp af et håndtag placeret i kabinen mellem forsæderne, hvilket især er nødvendigt i forbindelse med vedligeholdelsesarbejder, men også (i begrænset omfang) kan benyttes ved kørsel i svært terræn.
- Den udvidede hydropneumatik Hydractive-II, hvor fjederhårdheden og støddæmpningen kan indstilles i to trin. I den forbindelse er der på hver aksel monteret en ekstra kvælstofbeholder. En styreenhed adskiller alt efter hastighed, ratbevægelse, speederbevægelse og bremsetryk den ekstra beholder fra systemet ved hjælp af en elektrisk ventil (især i hurtigt gennemkørte kurver), hvorved affjedringen bliver væsentligt hårdere. Dette fører til en øget kørselssikkerhed i grænseområder som følge af en reduceret sidehældning og en mindre voldsom reaktion på forandret last som følge af en reduceret eftersvingskrængning. Ved hjælp af en kontakt på instrumentbrættet kan grænsen for hvor bilen omstiller sig til hård affjedring ændres. Den bløde position er lidt blødere (og mere komfortabel) end standardhydropneumatikken, mens den hårde position er væsentligt hårdere.
- Activa-undervognen med automatisk krængningskompensation, se afsnittet længere nede i denne artikel.

Hydropneumatikken blev på versioner med servostyring fra slutningen af 1993 (modelår 1994) udstyret med et antisynkesystem, som ved standset motor afbryder affjedringens tilbageløb og dermed garanterer en blivende højde ved længere stilstand af bilen. Da bremsetrykket på bagbremserne på Citroëns hydropneumatiske system styres af bagakselaffjedringen (lastafhængig bremsevirkning), måtte der i systemet integreres en yderligere trykbeholder i området ved bagakslen, for også at kunne opretholde bremsefunktionen ved tilkoblet antisynkesystem.
Xantia er forhjulstrukket; i modsætning til forgængeren BX findes der ingen firehjulstrukne versioner.
Modellen blev valgt til Årets Bil i Danmark 1994.
I rammerne af et i april 1994 gennemført minimalt facelift blev Citroën-logoet flyttet fra motorhjelmen til kølergrillen, hvilket fik modellens design til at ligge tættere på ZX og den kort tid senere faceliftede XM, og samtidig blev en førerairbag tilgængelig som ekstraudstyr; denne blev standard i 1995. I sommeren 1995 fulgte stationcarudgaven Break.
I takt med PSA-gruppens politik kom Xantia fra efteråret 1995 til at lægge platform og motorer til Peugeot 406. Denne fik dog ikke Xantias Hydractive-affjedringssystem, men benytter i stedet et konventionelt affjedringssystem.
Fra 1996 blev airbag i passagersiden tilgængelig som ekstraudstyr samtidig med at tågelygtekontakten blev flyttet fra midterkonsollen til venstre kontaktarm, og fra september 1996 (modelår 1997) blev et tredje stoplys tilføjet listen over standardudstyr.

### Facelift
I december 1997 blev Xantia modificeret til modelåret 1998.
Udover modificerede for- og baglygter blev også kølergrillen, kofangerne og interiøret modificeret. Derudover blev karrosseriet også strukturelt forstærket.
På den tekniske side blev startspærren integreret i tændingsnøglen, hvor den på forgængeren betjenes med et taltastatur placeret i midterkonsollen. Desuden blev sideairbags standardudstyr.
Der er to forskelle i betjeningsorganerne på modellerne før og efter facelift:
- På den oprindelige version aktiveres hornet ved at trykke på enden af (blink)lyskontaktarmen, mens det på den faceliftede version aktiveres ved at trykke på midten af rattet.
- På den oprindelige version er kilometer- og triptællerne analoge, mens de på den faceliftede version er digitale.

Internt benævnes denne version også Xantia X2 og kan udefra kendes på den med motorhjelmen sammenhængende kølergrill, hvor den på den oprindelige version (X1) hænger sammen med resten af karrosseriet.
I starten af 2001 blev produktionen af Xantia indstillet i Frankrig; efterfølgeren C5 kom på markedet i foråret 2001. Der blev i alt produceret 1.216.734 eksemplarer af Xantia. Frem til september 2010 blev der bygget en simpelt udstyret version af Xantia i Iran af SAIPA til det lokale marked.
Xantia blev den sidste Citroën-model med centralhydraulik som ved hjælp af olietryk styrer bremseforstærkeren, servostyringen og affjedringen. Det er også den sidste Citroën-model, hvor LHM tjener som hydraulikolie.

## Motorer
Xantia er udstyret med PSA-koncernens XU-motorer i versioner på 1,6, 1,8 og 2,0 liter samt en 2,0-liters 16V-motor i modellen Xantia VSX. På dieselsiden findes Xantia med XUD-motorer på 1,9 liter med og uden turbolader. Disse motorer findes også i den mindre ZX og i Peugeot 405.
I juli 1995 blev motorprogrammet revideret til modelår 1996, så 1,8-litersmotoren kom med 16-ventilet topstykke og 81 kW (110 hk), mens 2,0i 16V med 110 kW (150 hk) kendt fra Peugeot 405 MI16 udgik til fordel for en ny 2,0i 16V med 97 kW (132 hk) samt en 2,0-liters otteventiler med lavtryksturbo (TCT, turbo constant torque) og 108 kW (147 hk), begge introduceret i den større XM året forinden. Dieselprogrammet blev udvidet med en 2,1-liters turbodieselmotor med 12 ventiler og 80 kW (109 hk), ligeledes kendt fra XM, men denne kom dog ikke til Danmark.
I november 1996 blev en 3,0-liters V6-motor med 24 ventiler og 140 kW (190 hk), udviklet i samarbejde med Renault, tilføjet modelprogrammet til modelår 1997. Den findes også med Activa-affjedringssystemet, men denne version er sjælden med kun 2.600 producerede eksemplarer.
I oktober 1998 kom Xantia til modelår 1999 med en ny dieselmotor med commonrail-indsprøjtning. Motoren er på 2,0 liter og yder 80 kW (109 hk). Den kunne på det franske hjemmemarked leveres fra oktober 1998, og i Danmark fra årsskiftet 1998/99. I maj 1999 kom motoren til modelår 2000 i en svagere version uden ladeluftkøler med 66 kW (90 hk).

## Tekniske data

### Benzinmotorer
|                                                | 1.6i                | 1.8i                            | 1.8i                | 1.8i 16V                        | 2.0i                              | 2.0i 16V             | 2.0i 16V             | 2.0i 16V                        | 2.0i TCT                  | 3.0i V6                           |
| Byggeår                                        | 1993−1997           | 1993−1998                       | 1997−2001           | 1995−2001                       | 1993−1998                         | 1993−1994            | 1994−1995            | 1995−2001                       | 1995–2000                 | 1997−2001                         |
| Motordata                                      |                     |                                 |                     |                                 |                                   |                      |                      |                                 |                           |                                   |
| Motortype                                      | R4-benzinmotor      | R4-benzinmotor                  | R4-benzinmotor      | R4-benzinmotor                  | R4-benzinmotor                    | R4-benzinmotor       | R4-benzinmotor       | R4-benzinmotor                  | R4-benzinmotor            | V6-benzinmotor                    |
| Antal ventiler pr. cylinder                    | 2                   | 2                               | 2                   | 4                               | 2                                 | 4                    | 4                    | 4                               | 2                         | 4                                 |
| Ventilstyring                                  | OHC, tandrem        | OHC, tandrem                    | OHC, tandrem        | DOHC, tandrem                   | OHC, tandrem                      | DOHC, tandrem        | DOHC, tandrem        | DOHC, tandrem                   | OHC, tandrem              | 2 × DOHC, tandrem                 |
| Fødesystem                                     | Multipoint          | Multipoint                      | Multipoint          | Multipoint                      | Multipoint                        | Multipoint           | Multipoint           | Multipoint                      | Multipoint                | Multipoint                        |
| Trykladning                                    | –                   | –                               | –                   | –                               | –                                 | –                    | –                    | –                               | Turbolader, ladeluftkøler | –                                 |
| Køling                                         | Vandkøling          | Vandkøling                      | Vandkøling          | Vandkøling                      | Vandkøling                        | Vandkøling           | Vandkøling           | Vandkøling                      | Vandkøling                | Vandkøling                        |
| Motorkode                                      | XU5 M3/Z (BFZ)      | XU7 JP (LFZ)                    | XU7 JB (LFX)        | XU7 JP4 (LFY)                   | XU10 J2C (RFX)                    | XU10 J4D/Z (RFY)     | XU10 J4D/Z (RFT)     | XU10 J4R (RFV)                  | XU10 J2TE (RGX)           | ES9 J4 (XFZ)                      |
| Boring × slaglængde                            | 83,0 × 73,0 mm      | 83,0 × 81,4 mm                  | 83,0 × 81,4 mm      | 83,0 × 81,4 mm                  | 86,0 × 86,0 mm                    | 86,0 × 86,0 mm       | 86,0 × 86,0 mm       | 86,0 × 86,0 mm                  | 86,0 × 86,0 mm            | 87,0 × 82,6 mm                    |
| Slagvolume                                     | 1580 cm³            | 1761 cm³                        | 1761 cm³            | 1761 cm³                        | 1998 cm³                          | 1998 cm³             | 1998 cm³             | 1998 cm³                        | 1998 cm³                  | 2946 cm³                          |
| Kompressionsforhold                            | 9,25:1              | 9,25:1                          | 9,5:1               | 10,4:1                          | 9,5:1                             | 10,4:1               | 10,4:1               | 10,4:1                          | 8,0:1                     | 10,5:1                            |
| Maks. effekt ved omdr./min.                    | 65 kW (88 hk) 6000  | 74 kW (101 hk) 6000             | 66 kW (90 hk) 5000  | 81 kW (110 hk) 5500             | 89 kW (121 hk) 5750               | 112 kW (152 hk) 6500 | 110 kW (150 hk) 6500 | 97 kW (132 hk) 5500             | 108 kW (147 hk) 5300      | 140 kW (190 hk) 5500              |
| Maks. drejningsmoment ved omdr./min.           | 132 Nm 2600         | 153 Nm 3000                     | 147 Nm 2600         | 155 Nm 4250                     | 176 Nm 2750                       | 183 Nm 3500          | 183 Nm 3500          | 180 Nm 4200                     | 235 Nm 2500               | 267 Nm 4000                       |
| Kraftoverførsel                                |                     |                                 |                     |                                 |                                   |                      |                      |                                 |                           |                                   |
| Drivende hjul                                  | Forhjul             | Forhjul                         | Forhjul             | Forhjul                         | Forhjul                           | Forhjul              | Forhjul              | Forhjul                         | Forhjul                   | Forhjul                           |
| Gearkasse (standardudstyr)                     | 5-trins manuel      | 5-trins manuel                  | 5-trins manuel      | 5-trins manuel                  | 5-trins manuel                    | 5-trins manuel       | 5-trins manuel       | 5-trins manuel                  | 5-trins manuel            | 5-trins manuel                    |
| Gearkasse (ekstraudstyr)                       | –                   | 4-trins automatisk              | –                   | 4-trins automatisk              | 4-trins automatisk                | –                    | –                    | 4-trins automatisk              | –                         | 4-trins automatisk                |
| Præstationer (Berline)                         |                     |                                 |                     |                                 |                                   |                      |                      |                                 |                           |                                   |
| Topfart                                        | 175 km/t            | 188 km/t (179 km/t)             | 180 km/t            | 194 km/t (186 km/t)             | 198 km/t (195 km/t)               | 213 km/t             | 213 km/t             | 203 km/t (195 km/t)             | 213 km/t                  | 230 km/t (225 km/t)               |
| Acceleration 0-100 km/t                        | 15,2 sek.           | 12,5 sek. (16,0 sek.)           | 14,6 sek.           | 11,9 sek. (14,7 sek.)           | 11,5 sek. (13,6 sek.)             | 10,6 sek.            | 10,6 sek.            | 11,0 sek. (12,9 sek.)           | 10,4 sek.                 | 8,2 sek. (9,7 sek.)               |
| Brændstofforbrug pr. 100 km ved blandet kørsel | 8,5 liter Blyfri 95 | 8,2 liter (9,6 liter) Blyfri 95 | 8,4 liter Blyfri 95 | 8,7 liter (8,3 liter) Blyfri 95 | 9,9 liter (9,8 liter) Blyfri 95   | 8,9 liter Blyfri 95  | 8,9 liter Blyfri 95  | 9,1 liter (9,5 liter) Blyfri 95 | 9,9 liter Blyfri 95       | 10,9 liter (11,6 liter) Blyfri 95 |
| CO2-udslip ved blandet kørsel                  | 204 g/km            |                                 | 205 g/km            | 209 g/km (217 g/km)             | 200 g/km                          | 207 g/km             | 207 g/km             | 219 g/km (232 g/km)             | 237 g/km                  | 260 g/km (281 g/km)               |
| Præstationer (Break)                           |                     |                                 |                     |                                 |                                   |                      |                      |                                 |                           |                                   |
| Topfart                                        | –                   | 178 km/t                        | 177 km/t            | 189 km/t                        | (193 km/t)                        | –                    | –                    | 196 km/t (193 km/t)             | 205 km/t                  | 227 km/t (222 km/t)               |
| Acceleration 0-100 km/t                        | –                   | 13,3 sek.                       | 14,7 sek.           | 12,6 sek.                       | (14,8 sek.)                       | –                    | –                    | 11,4 sek. (13,3 sek.)           | 10,8 sek.                 | 8,4 sek. (10,0 sek.)              |
| Brændstofforbrug pr. 100 km ved blandet kørsel | –                   | 7,8 liter Blyfri 95             | 8,5 liter Blyfri 95 | 9,0 liter Blyfri 95             | 10,1 liter (10,3 liter) Blyfri 95 | –                    | –                    | 9,4 liter (9,6 liter) Blyfri 95 | 10,1 liter Blyfri 95      | 11,1 liter (11,7 liter) Blyfri 95 |
| CO2-udslip ved blandet kørsel                  | –                   |                                 | 207 g/km            | 214 g/km                        | (244 g/km)                        | –                    | –                    | 223 g/km (234 g/km)             | 241 g/km                  | 265 g/km (284 g/km)               |

1. ↑  Fra juli 1995 kun tilgængelig med automatgear, undtagen Break
2. ↑  Fra juli 1995 kun tilgængelig med automatgear
3. ↑  1.8i 16V som LPG-version til visse lande: Maks. effekt 77 kW (105 hk)
4. 1 2  Kun for Berline
5. 1 2  Værdier i parentes gælder for versioner med automatgear

### Dieselmotorer
|                                                | 1.9 D                 | 1.9 D                 | 1.9 SD             | 1.9 Turbo D               | 1.9 Turbo D                  | 2.0 HDi            | 2.0 HDi                   | 2.1 Turbo D12             |
| Byggeår                                        | 1993−1995             | 1995−1996             | 1996−2000          | 1993−1996                 | 1996−2001                    | 1999−2001          | 1998−2001                 | 1995−1999                 |
| Motordata                                      |                       |                       |                    |                           |                              |                    |                           |                           |
| Motortype                                      | R4-dieselmotor        | R4-dieselmotor        | R4-dieselmotor     | R4-dieselmotor            | R4-dieselmotor               | R4-dieselmotor     | R4-dieselmotor            | R4-dieselmotor            |
| Antal ventiler pr. cylinder                    | 2                     | 2                     | 2                  | 2                         | 2                            | 2                  | 2                         | 3                         |
| Ventilstyring                                  | OHC, tandrem          | OHC, tandrem          | OHC, tandrem       | OHC, tandrem              | OHC, tandrem                 | OHC, tandrem       | OHC, tandrem              | OHC, tandrem              |
| Fødesystem                                     | Hvirvelkammer         | Hvirvelkammer         | Hvirvelkammer      | Hvirvelkammer             | Hvirvelkammer                | Commonrail         | Commonrail                | Hvirvelkammer             |
| Trykladning                                    | –                     | –                     | Turbolader         | Turbolader, ladeluftkøler | Turbolader, ladeluftkøler    | Turbolader         | Turbolader, ladeluftkøler | Turbolader, ladeluftkøler |
| Køling                                         | Vandkøling            | Vandkøling            | Vandkøling         | Vandkøling                | Vandkøling                   | Vandkøling         | Vandkøling                | Vandkøling                |
| Motorkode                                      | XUD9 A (D9B)          | XUD9 Y (DJZ)          | XUD9 SD (DHW)      | XUD9 TE/L (D8B)           | XUD9 TE/Y (DHX)              | DW10 TD (RHY)      | DW10 ATED (RHZ)           | XUD11 BTE (P8C)           |
| Boring × slaglængde                            | 83,0 × 88,0 mm        | 83,0 × 88,0 mm        | 83,0 × 88,0 mm     | 83,0 × 88,0 mm            | 83,0 × 88,0 mm               | 85,0 × 88,0 mm     | 85,0 × 88,0 mm            | 85,0 × 92,0 mm            |
| Slagvolume                                     | 1905 cm³              | 1905 cm³              | 1905 cm³           | 1905 cm³                  | 1905 cm³                     | 1997 cm³           | 1997 cm³                  | 2088 cm³                  |
| Kompressionsforhold                            | 23,0:1                | 23,0:1                | 21,8:1             | 21,8:1                    | 21,8:1                       | 18,0:1             | 18,0:1                    | 21,5:1                    |
| Maks. effekt ved omdr./min.                    | 51 kW (69 hk) 4600    | 50 kW (68 hk) 4600    | 55 kW (75 hk) 4600 | 68 kW (92 hk) 4000        | 66 kW (90 hk) 4000           | 66 kW (90 hk) 4000 | 80 kW (109 hk) 4000       | 80 kW (109 hk) 4300       |
| Maks. drejningsmoment ved omdr./min.           | 120 Nm 2000           | 120 Nm 2000           | 135 Nm 2250        | 196 Nm 2250               | 196 Nm 2250                  | 205 Nm 1900        | 250 Nm 1750               | 235 Nm 2000               |
| Kraftoverførsel                                |                       |                       |                    |                           |                              |                    |                           |                           |
| Drivende hjul                                  | Forhjul               | Forhjul               | Forhjul            | Forhjul                   | Forhjul                      | Forhjul            | Forhjul                   | Forhjul                   |
| Gearkasse (standardudstyr)                     | 5-trins manuel        | 5-trins manuel        | 5-trins manuel     | 5-trins manuel            | 5-trins manuel               | 5-trins manuel     | 5-trins manuel            | 5-trins manuel            |
| Gearkasse (ekstraudstyr)                       | 4-trins automatisk    | 4-trins automatisk    | –                  | –                         | 4-trins automatisk           | –                  | –                         | –                         |
| Præstationer (Berline)                         |                       |                       |                    |                           |                              |                    |                           |                           |
| Topfart                                        | 160 km/t (154 km/t)   | 160 km/t (154 km/t)   | 162 km/t           | 180 km/t                  | 177 km/t (175 km/t)          | 178 km/t           | 191 km/t                  | 190 km/t                  |
| Acceleration 0-100 km/t                        | 19,9 sek. (25,7 sek.) | 19,9 sek. (25,7 sek.) | 17,6 sek.          | 13,9 sek.                 | 14,1 sek. (15,8 sek.)        | 14,1 sek.          | 12,5 sek.                 | 12,5 sek.                 |
| Brændstofforbrug pr. 100 km ved blandet kørsel | 6,2 liter Diesel      | 6,2 liter Diesel      | 6,9 liter Diesel   | 6,9 liter Diesel          | 6,9 liter (8,0 liter) Diesel | 5,6 liter Diesel   | 5,5 liter Diesel          | 7,0 liter Diesel          |
| CO2-udslip ved blandet kørsel                  | 144 g/km              | 144 g/km              | 179 g/km           |                           | 181 g/km (223 g/km)          | 154 g/km           | 150 g/km                  | 183 g/km                  |
| Præstationer (Break)                           |                       |                       |                    |                           |                              |                    |                           |                           |
| Topfart                                        | –                     | –                     | 160 km/t           | 174 km/t                  | 172 km/t (170 km/t)          | 175 km/t           | 186 km/t                  | 185 km/t                  |
| Acceleration 0-100 km/t                        | –                     | –                     | 18,0 sek.          | 15,1 sek.                 | 15,3 sek. (16,6 sek.)        | 15,0 sek.          | 12,8 sek.                 | 12,7 sek.                 |
| Brændstofforbrug pr. 100 km ved blandet kørsel | –                     | –                     | 7,0 liter Diesel   | 7,0 liter Diesel          | 7,0 liter (8,1 liter) Diesel | 5,8 liter Diesel   | 5,7 liter Diesel          | 7,1 liter Diesel          |
| CO2-udslip ved blandet kørsel                  | –                     | –                     | 185 g/km           |                           | 183 g/km (225 g/km)          | 160 g/km           | 156 g/km                  | 184 g/km                  |

1. 1 2 3 4  Denne motor findes ikke på det danske modelprogram
2. ↑  Fra juli 1999 kun tilgængelig med automatgear
3. 1 2  Værdier i parentes gælder for versioner med automatgear

## Xantia Activa
Xantia Activa er den (tekniske) topmodel i Citroëns Xantia-serie. Modellen blev introduceret i slutningen af 1994, og blev mellem foråret 1995 og efteråret 2001 bygget i lidt over 18.000 eksemplarer.
Ud over Hydractive II har Activa også den såkaldte aktive undervognsstabilisering (AFS), på fransk SC.CAR = Systeme Citroën de Contrôle Actif du Roulis, som var den første standardmonterede, aktive tværstabilisator i automobilbyggeri og første gang blev benyttet i konceptbilen Citroën Activa fra 1988. Med dette system kan sidehældningen reduceres til et minimum (−0,2° til 1°) ved hjælp af mekanisk regulering med hydraulikcylindre virkende på tværstabilisatorstængerne. Denne teknik muliggør (i følge fabrikantens opgivelser) ved optimalt vejgreb tværaccelerationer på op til 1,2g og tilbyder på trods af dette derudover en overgennemsnitligt høj affjedringskomfort og dermed en sikrere vejbeliggenhed. I forhold til standardmodellerne har Activa sæder med forstærkede sidevanger, som på den første serie (X1) derudover også er pneumatisk justerbare. Desuden har Activa som standardudstyr et specielt sædeindtræk, som er forbeholdt Activa samt Venise-alufælge, som findes som ekstraudstyr til de andre Xantia-versioner.

### Funktionsbeskrivelse for AFS/SC.CAR
Begge (relativt tykke) tværstabilisatorer (fortil 28 mm, bagtil 25 mm mål) er placeret diagonalt (fortil til venstre og bagtil til højre), og er forbundet med hjulleddene med en differentialehydraulikcylinder.
Disse cylindre er sluttet til en reguleringsventil, som betjenes direkte af de forreste tværled med plejlstænger over en fjeder-håndtags-mekanik. Det forekommende rullemoment (sidehældning) virker modsat på tværleddene − et hjul fjedrer ind og det andet ud. Derved bliver reguleringsventilen (hældningskorrektoren) trukket ud/skubbet ind ved hjælp af plejlstængerne i en retning ud af sin hvilestilling (ligeud), hvorved der dannes et med rullemomentet proportionalt tryk i hydraulikcylindrene.
Derved ændrer hydraulikcylindrene position og virker imod forspændingen af tværstabilisatoren. De "trykker" karrosseriet hen over tværstabilisatorstængerne imod rullemomentet videre horisonalt, hvilket muliggør kurvekørsel med op til 0,6g tværacceleration med −0,2 til 0,5° sidehældning. Fra 0,6g tværacceleration går cylindrene tilbage til udgangspositionen, hvorfra Xantia Activa hælder sig med op til 1° i kurven frem til kurvegrænseområdet nås, hvilket modsvarer værdien for en sportsvogn med tilsvarende strammere afstemning.
Da disse aktive rullestabilisatorer arbejder uafhængigt af Hydractive II-undervognen, kan affjedringen næsten bibeholdes helt også ved ekstrem kurvekørsel, hvilket giver en betydeligt bedre vejbeliggenhed i disse situationer end med konventionelle hjulophæng. Ved ligeudkørsel betjenes en magnetventil af styreenheden for Hydractive-affjedringen, som tilslutter en ekstra fjederkugle i cylindrens hydrauliske reguleringskreds. Derved kan stivheden af de hårdt afstemte stabilisatorstænger minimeres "virtuelt" ved hjælp af gasfyldning af fjederkuglen for at reducere bevægelserne og øge komforten. Ligeledes virker de dæmpende på reguleringskredsen, så der ikke optræder uønskede svingninger ved ligeudkørsel på grund af affjedringsrelateret, kortvarig betjening af hældningskorrektoren.

### Motorer
Xantia Activa findes med følgende motorer (ikke alle motorer blev nødvendigvis markedsført i alle lande):
- Benzin: 2,0i 16V 97 kW (132 hk) hhv. 110 kW (150 hk), 2,0i TCT 108 kW (147 hk) og 3,0i V6 140 kW (190 hk).
- Diesel: 2,1 Turbo D12 80 kW (109 hk) og 2,0 HDi 80 kW (109 hk).

### Udstyr
Activa kan kendes på den standardmonterede hækspoiler, Venise-alufælgene, de i bilens farve lakerede kofangere (på første serie), den sorte taghimmel (alt efter byggeår), specielle forsæder med udprægede sidevanger og Activa-logoet i stedet for motorens slagvolume på dørene.

### Øvrigt
Det svenske fagtidsskrift Teknikens Värld testede i år 1999 Xantia Activa i V6-udgaven, hvor den vandt elgtesten. Den holder til dato førstepladsen på ranglisten over alle elgtests i de forgangne år foran Porsche 996/997 og Audi R8.

## Sikkerhed
Fra og med modelår 1994 kunne Xantia som ekstraudstyr leveres med airbag i førersiden, og fra modelår 1996 ligeledes i passagersiden. Med faceliftet i slutningen af 1997 blev Xantia derudover også udstyret med to sideairbags i forsædernes ryglæn (med undtagelse af specialmodellen Edition) samt strukturelle karrosseriforstærkninger. De forreste selelåse er udstyret med pyrotekniske selestrammere, og samtlige versioner har 3-kanals ABS-bremser som standardudstyr.
Det svenske forsikringsselskab Folksam vurderer flere forskellige bilmodeller ud fra oplysninger fra virkelige ulykker, hvorved risikoen for død eller invaliditet i tilfælde af en ulykke måles. I rapporterne Hur säker är bilen? er/var Citroën Xantia klassificeret som følger:
- 2001: Mindst 20 % bedre end middelbilen[14]
- 2003: Mindst 15 % bedre end middelbilen[15]
- 2005: Mindst 15 % bedre end middelbilen[16]
- 2007: Dårligere end middelbilen[17]
- 2009: Som middelbilen[18]
- 2011: Dårligere end middelbilen[19]
- 2013: Mindst 20 % dårligere end middelbilen[20]
- 2015: Mindst 20 % dårligere end middelbilen[21]
- 2017: Mindst 20 % dårligere end middelbilen[22]
- 2019: Mindst 20 % dårligere end middelbilen[23]

## Produktion udenfor Europa

### Iran
I årene 2001 til 2010 blev Xantia produceret i Iran i fire forskellige versioner. De iransk producerede modeller findes udelukkende med femtrins manuel gearkasse og med femdørs combi coupé-karrosseri. Det er den første Citroën-model produceret af SAIPA siden Citroën Dyane Jian (1967-1980).
Kontrakten, som blev indgået den 18. februar 2000 og fornyede samarbejdet, gjorde SAIPA ansvarlig for eksporten af Xantia til Mellemøsten, Centralasien, Rusland og Ukraine. I 2001 forventedes ca. 9.500 ud af i alt 12.000 i Iran producerede biler eksporteret til udlandet for salg. Mindst 40 % af delene blev fremstillet i Iran.
Ifølge SAIPA er Xantia et af bedste produkter i iransk bilproduktions historie. Produktionen blev indstillet i september 2010 da der ikke kunne skaffes flere reservedele fra Frankrig.

#### Produceret antal
Totale produktionstal for de 10 år hvor Xantia blev produceret i Iran er ikke tilgængelige.

#### Versioner
- Xantia 1800 Superlux: Denne model er baseret på den franske model 1,8i 16V SX men uden soltag, bagspoiler, alufælge, fartpilot og med en anden radio.
- Xantia 2000 X: Denne model er baseret på den franske model 2,0i 16V SX men uden passager- og sideairbags, ABS-bremser, soltag, bagspoiler og fartpilot og med et andet alarmsystem og en anden radio.
- Xantia 2000 SX: Denne model er baseret på den franske model 2,0i 16V SX men uden sideairbags, soltag, bagspoiler og fartpilot og med en anden radio.
- Xantia Facelift eller Xantia 2: Denne model har samme motor, gearkasse og udstyr som 2000 SX men med et andet front- og hækparti.

### Kina
Citroën Xantia blev sideløbende med den større XM CKD-fremstillet i Huizhou, Guangdong. Dette varede dog kun i to år fra 1996 til 1997, og styktallene var ekstremt lave. Bilerne blev importeret til Kina i mere eller mindre færdigbygget tilstand med kun få modifikationer i Kina for at omgå den høje importtold for biler som gjaldt på daværende tidspunkt. Begge biler blev markedsført som XM.